# Station Halensee
Halensee is een S-Bahnstation in het gelijknamige Berlijnse stadsdeel Halensee. Het station bevindt zich aan het westelijke uiteinde van de Kurfürstendamm en niet ver van de Halensee, een meer waaraan ook het stadsdeel naam dankt. Station Halensee ligt aan de Ringbahn en werd geopend op 15 november 1877, aanvankelijk onder de naam Grunewald. Het verkreeg in Duitsland enige bekendheid door de bezetting van een seinhuis tijdens een spoorwegstaking in 1980. Deze staking zou het einde inluiden van de door de Oost-Duitse spoorwegen bedreven en al langer zieltogende S-Bahn in West-Berlijn. Pas na de Wende werd station Halensee heropend.

## Geschiedenis
Nadat 1871 het oostelijke deel van de ringspoorlijn om het Berlijnse stadscentrum, die een aantal reeds bestaande kopstations met elkaar moest verbinden, gereed was gekomen, nam men in 1877 ook het westelijke deel van de Ringbahn in gebruik. Een van de nieuwe stations op dit deel van de lijn, die zowel gebruikt werd voor goederenvervoer als door stadstreinen, was Grunewald. De eenvoudige halte werd na zeven jaar echter al gesloten en vervangen door een groter station, dat enkele honderden meters noordelijker was gebouwd. Het nieuwe station bestond uit twee perrons, een voor de Ringbahn en een voor de verbinding tussen Ring- en Stadtbahn (Südringkurve), en een uit baksteen opgetrokken neoromaans toegansgebouw aan de Kurfürstendamm, die de sporen op een viaduct kruist. Op 20 mei 1884 werd het station in gebruik genomen, onder zijn huidige naam Halensee; de vroegere naam Grunewald werd vergeven aan een nabijgelegen station aan de Wetzlarer Bahn.

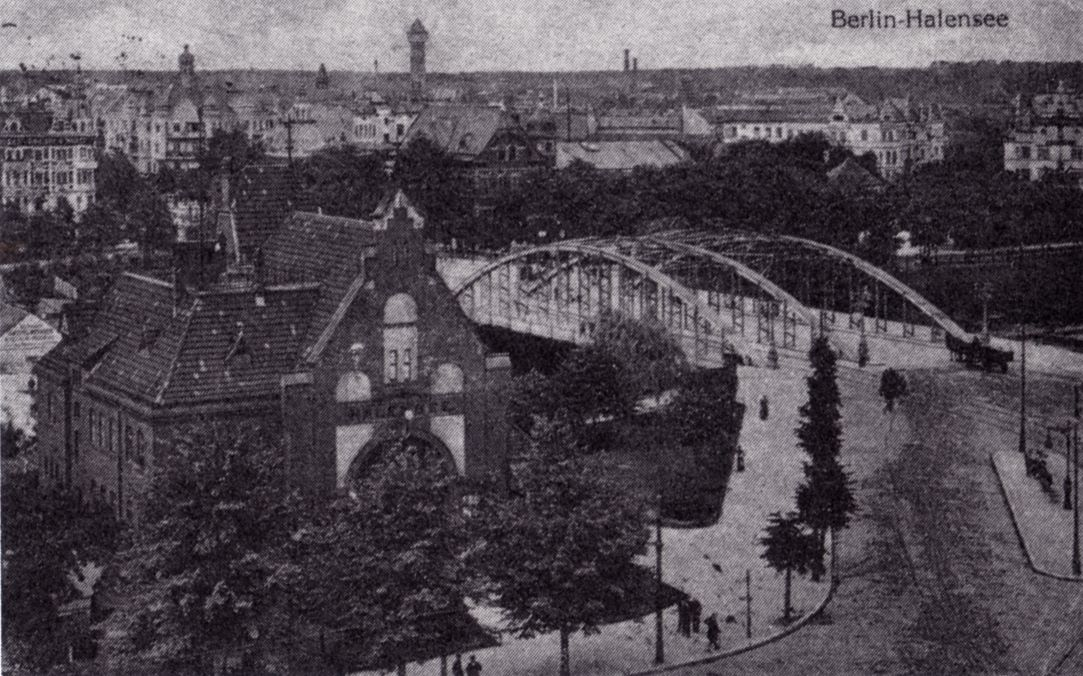
Station Halensee en de brug in de Kurfürstendamm, rond 1900

In de jaren 1920 begon men vrijwel alle stads- en voorstadslijnen in en om Berlijn te elektrificeren, hetgeen tot de vorming van het S-Bahnnet zou leiden. Op 28 november was de elektrificatie van de zuidring gereed en stopten de eerste elektrische treinen in station Halensee, dat onder meer door de perrons te verhogen tot instaphoogte aan de S-Bahnstandaard was aangepast.
Tijdens de Tweede Wereldoorlog werd het stationsgebouw verwoest door vliegtuigbommen. De provisorisch herstelde ruïne bleef echter nog meer dan tien jaar in gebruik als toegang tot het station. In 1958 werd het uiteindelijk afgebroken en vervangen door een nieuwe hal, die in 1960 in gebruik werd genomen.
Berlijn was na de oorlog een gedeelde stad geworden, maar het S-Bahnnet viel in zijn geheel (dus ook in het westen) onder de verantwoordelijkeheid van de Oost-Duitse spoorwegen (Deutsche Reichsbahn). Na de bouw van de Muur in 1961 werd de S-Bahn daarom massaal geboycot in West-Berlijn. Stations en sporen raakten door bezuinigingen als gevolg van het dalende aantal reizigers in verval en de dienstregeling werd steeds verder uitgedund. Half september 1980 kwam het West-Berlijnse S-Bahnpersoneel in opstand. Om betere arbeidsvoorwaarden af te dwingen legden ze op 17 september het werk neer en werd het seinhuis van station Halensee bezet. Treinen werden gesaboteerd om het breken van de staking door werkwillenden onmogelijk te maken. Het seinhuis bleef vijf dagen bezet; de West-Berlijnse politie kon niet ingrijpen, omdat de emplacementen van de Reichsbahn formeel niet tot het grondgebied van West-Berlijn behoorden. Op 22 september maakte de DR-transportpolitie ten slotte een einde aan de bezetting. De gevolgen van de staking waren ingrijpend: de dienst op een groot aantal trajecten werd niet hersteld, de DR hield slechts een rompnet in stand. Ook voor de Ringbahn viel het doek, station Halensee sloot zijn deuren.
In 1984 nam het stadsvervoerbedrijf BVG de exploitatie van het westelijke S-Bahnnet over van de Reichsbahn. Men heropende een aantal verbindingen, maar de Ringbahn bleef buiten gebruik. Station Halensee kreeg in 1985 een nieuwe bestemming: in de toegangshal vestigde zich een autodealer. Ook voor het in een uitgraving gelegen spooremplacement werden plannen ontwikkeld: om nieuwe bouwgrond (in West-Berlijn een schaars goed) te creëren wilde men de sporen van de Ringbahn en de parallel verlopende stadsringweg overkluizen. Investeerders dienden zich echter niet aan, het plan verdween in een lade.

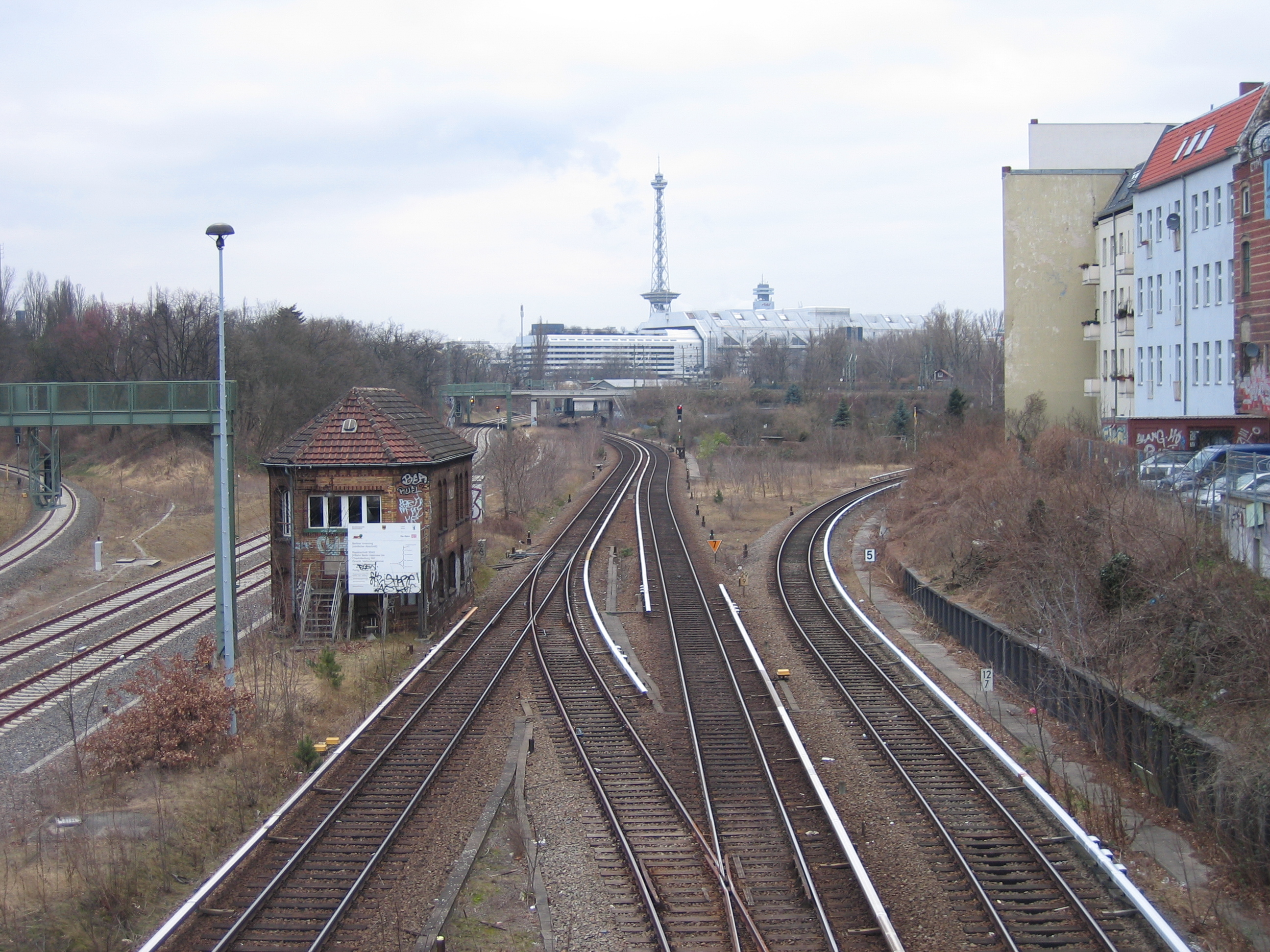
Seinhuis Halensee en de slechts enkelsporig heraangelegde Südringkurve, aftakkend rechts

In 1989 werd besloten de Ringbahn in West-Berlijn te saneren om heropening mogelijk te maken. Aan het einde van het genoemde jaar viel de Muur, waardoor het project in het nieuw daglicht kwam te staan: ook de doorgaande verbindingen tussen oost en west zouden hersteld worden, zodat er weer een volledige ring zou ontstaan. Op 17 december 1993 kwam de zuidring weer in dienst en werd station Halensee heropend, zij het met slechts een perron - de Südringkurve werd niet meer voor de reizigersdienst gebruikt. De uit 1960 daterende stationshal werd vanwege bouwvalligheid afgebroken.
Tussen 1997 en 2002 werden de laatste ontbrekende delen van de Ringbahn hersteld. Station Halensee wordt tegenwoordig bediend door de lijnen S41 (ring met de klok mee), S42 (tegen de klok in) en S46 (Königs Wusterhausen - Westend).